# Rolandas Makrickas
Rolandas Makrickas (ur. 31 stycznia 1972 w Birżach) – litewski duchowny rzymskokatolicki, doktor nauk humanistycznych specjalizujący się w historii Kościoła, arcybiskup, komisarz nadzwyczajny bazyliki Matki Bożej Większej w latach 2021–2024, archiprezbiter koadiutor bazyliki Matki Bożej Większej w latach 2024–2025, kardynał diakon od 2024, archiprezbiter bazyliki Matki Bożej Większej od 2025.

## Życiorys

### Prezbiterat
20 lipca 1996 otrzymał święcenia kapłańskie i został inkardynowany do diecezji poniewieskiej. W 2003 rozpoczął przygotowanie do służby dyplomatycznej na Papieskiej Akademii Kościelnej. W 2006 rozpoczął pracę w Nuncjaturze Apostolskiej w Gruzji. Następnie był sekretarzem nuncjatury w Szwecji (2009–2013) oraz radcą nuncjatur w Stanach Zjednoczonych (2013–2016) i w Kongu (2016–2019). W 2019 rozpoczął pracę w Sekcji Spraw Ogólnych Sekretariatu Stanu Stolicy Apostolskiej. 15 grudnia 2021 został mianowany komisarzem nadzwyczajnym bazyliki Matki Bożej Większej.

### Episkopat
11 lutego 2023 papież Franciszek mianował go arcybiskupem tytularnym Tolentino. Sakry udzielił mu w bazylice Matki Bożej Większej 15 kwietnia 2023 kardynał Pietro Parolin, sekretarz stanu Stolicy Apostolskiej, a towarzyszyli mu kardynał Stanisław Ryłko i arcybiskup Edgar Peña Parra.
20 marca 2024 papież Franciszek ustanowił go archiprezbiterem koadiutorem bazyliki Matki Bożej Większej.
6 października 2024 podczas modlitwy Anioł Pański papież Franciszek ogłosił jego nominację kardynalską. Na konsystorzu 7 grudnia 2024 został kreowany kardynałem diakonem kościoła św. Eustachego. Brał udział w konklawe 2025, które wybrało papieża Leona XIV.
4 lipca 2025 papież Leon XIV ustanowił go archiprezbiterem bazyliki Matki Bożej Większej.